# Widoro (Krejengan)
Widoro is een bestuurslaag in het regentschap Probolinggo van de provincie Oost-Java, Indonesië. Widoro telt 1132 inwoners (volkstelling 2010).